# Porta fidei
Porta fidei (dt.: Tür des Glaubens) ist der Name eines Apostolischen Schreibens in Form eines Motu Proprio vom 11. Oktober 2011. Papst Benedikt XVI. kündigte in diesem Papier an, dass er beabsichtige, ein Jahr des Glaubens auszurufen. Es sollte am 11. Oktober 2012 beginnen und am 24. November 2013 enden. Der Beginn des Glaubensjahres fiel mit dem 50. Jahrestag der Eröffnung des Zweiten Vatikanischen Konzils (11. Oktober 1962) zusammen.

## Motivation
In diesem Motu Proprio wies Benedikt XVI. darauf hin, dass bereits sein Vorgänger Paul VI. im Jahr 1967 ein „Jahr des Glaubens“ durchgeführt habe. Damals ging es, kurz nach dem Ende des Konzils, um die Umsetzung der Konzilsbeschlüsse. Auch in diesem von Benedikt XVI. angekündigten Jahr ging es um die Konzilsergebnisse, daher hatte er den Beginn des Jahres symbolisch auf den Tag der Konzilseröffnung von 1962 gelegt.

## Aufforderung
Der Papst wollte an die Konzilstexte erinnern und forderte die Gläubigen auf, sich erneut mit den Konzilsaussagen zu beschäftigen. Darüber hinaus ging es dem Papst um die Erinnerung an die grundlegenden Glaubenstexte. Dazu merkte er in der Ziffer 9. an: 

„Nicht zufällig waren die Christen in den ersten Jahrhunderten dazu angehalten, das Credo auswendig zu lernen.“

## Aktionen
Der Papst verwies auf den Beginn der Bischofssynode zur Neuevangelisierung, die auf den 7. bis 28. Oktober 2012 terminiert war, und lud alle Bischöfe zur Eröffnung des Glaubensjahres in den Vatikan ein. Den katholischen Bistümern, Pfarreien und Organisationen schlug er ein öffentliches Bekenntnis des gemeinsamen Glaubens vor.